# Malaxis pittieri
Malaxis pittieri är en orkidéart som först beskrevs av Rudolf Schlechter, och fick sitt nu gällande namn av Oakes Ames. Malaxis pittieri ingår i släktet knottblomstersläktet, och familjen orkidéer.
Artens utbredningsområde är Panamá. Inga underarter finns listade i Catalogue of Life.